# Swiss Indoors 1978
Lo Swiss Indoors 1978, noto anche come Davidoff Swiss Indoors per motivi di sponsorizzazione, è stato un torneo di tennis giocato sul sintetico indoor. È stata la 9ª edizione del torneo e faceva parte del Colgate-Palmolive Grand Prix 1978. Si è giocato a Basilea in Svizzera dal 24 al 30 ottobre 1978.

## Campioni

### Singolare maschile
Guillermo Vilas ha battuto in finale  John McEnroe con il punteggio di 6–3, 5–7, 7–5, 6–4

### Doppio maschile
Wojciech Fibak /  John McEnroe hanno battuto in finale  Bruce Manson /  Andrew Pattison con il punteggio di 7–6, 7–5